# ルシアン・ペレール

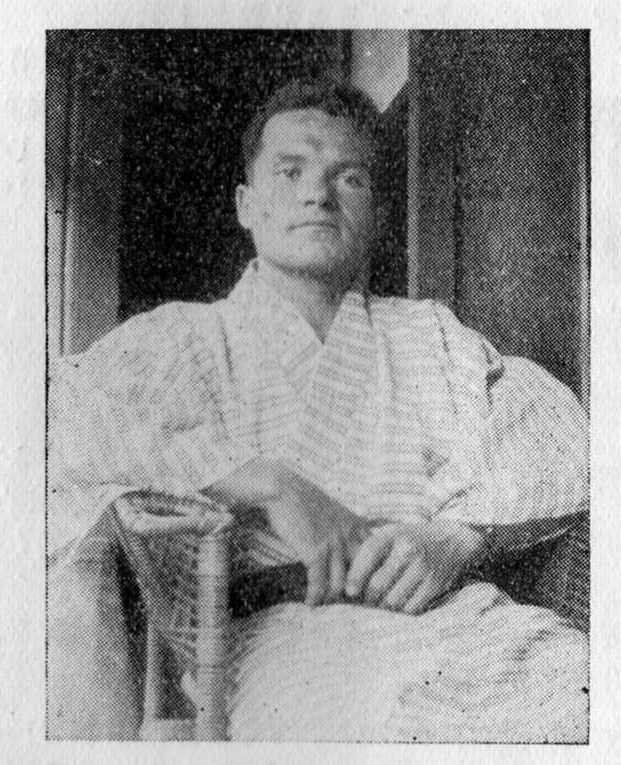
1930年前後。来日時の写真で、浴衣を着ている。

ルシアン・ペレール (Lucien Péraire、1906年4月26日 - 1997年11月19日)はフランスのエスペランティスト。自転車による世界旅行（1928-1932）で知られる。旅行の様子は『Tra la mondo per biciklo kaj Esperanto』（1974, 1990, 2007）にまとめられた。

## 少年期
ルシアン・ペレールはフランスの貧しい家庭にうまれた。生涯を通してまずしく、学校にも十分に通うことができず、11歳から働き始めなければならなかった。
第一次世界大戦の最中にも毎日働いた。彼は速記を学んだ。自転車の修理工の助けがあって彼の最初の自転車を組み立てられ、大工の助けによって計算とデザインを学ぶことができた。彼は仕事のためにフランスの主要都市をめぐった。
彼は戦争を避けるためにはひとびとが寛容さを実践する必要があると考えはじめる。そして文通によってエスペラントを学び、1927年にははじめてSAT大会に参加した。その後Sennaciulo誌につぎのような広告をみつけた。「若いドイツ人が東アジアまでの自転車による世界旅行をするためにほかのエスペランティストを探しています」

## 自転車とエスペラントで世界旅行

### ヨーロッパ
- 1928年7月24日、ミュルーズで溺れている若い女性を助ける。アルザスでは様々な言語を理解できなかった。
- 7月29日、ドイツ国境を越える。彼の最初の印象は田舎的なおもてなし、新しい食習慣、清潔さと秩序であった。彼は失業者が大勢いると気づいた。この状況こそ、のちにヒトラーが利用したものであった。Döbelnで世界旅行をともにするPosernと出会う。
- 8月24日、彼らはオーストリアにいた。彼らは農家の女性から梨をもらい、非常に感激する。数人の警察官と税関職員はエスペラントで彼らに話しかけた。
- 8月31日、彼らはウィーンを後にし、ハンガリーに入る。その後9月16日ポーランドに到着した。道は悪くなり、自分たちの自転車を修理することもあった。彼らは貧しくも気前の良い家族、生徒、そして現地のエスペランティストたちにであった。彼らは藁の上で寝た。ワルシャワとオデッサを移動するとき、彼らは人工的な壁に直面した。それは国境、言語、政治の壁であった。

### 日本[1]
- 1930年8月1日、伏木港にウラジオストックから到着。以後日本各地をまわり講演など。11月6日、長崎港から上海に向け出港。
- 1932年4月、神戸と敦賀に立ち寄り。